# Dandy Davy
Dandy Davy, pseudoniem van Davy Vercaigne (Roeselare, 10 februari 1980), is een Belgische muzikant en voormalig stand-upcomedian.

## Biografie

### Stand-upcomedy
Al sinds zijn opleiding aan het KASK te Gent (2001-2005) trekt Dandy Davy de aandacht met absurde en vaak controversiële podiumperformances. In 2006 neemt hij als stand-upcomedian deel aan de Comedy Casino Cup op Canvas. Met Gunter Lamoot als coach bereikt Dandy Davy er de finale. Zijn performances zorgen ook hier voor verdeelde reacties bij het publiek en de jury.

### Muziekcarrière
Na de Comedy Casino Cup laat Dandy Davy de stand-upcomedy even links liggen. Hij legt zich toe op zijn grootste passie: muziek. Hij omschrijft zijn muziek als ‘folky pop met invloeden uit de jaren 1960'. Het is alternatieve muziek, genre Pavement. Elders omschrijft hij zijn songs als ‘catchy feel good-melancholie met ballen’. Ook invloeden van Stephen Malkmus, Daniel Johnston, Syd Barrett en Adam Green zijn aanwezig. In 2007 bereikt hij met zijn muziek de finale van Westtalent, de West-Vlaamse rockrally. 
In 2010 brengt hij in eigen beheer zijn debuutplaat uit: A Winner’s Day in Hell Today. Davy werkt hiervoor samen met verschillende gastmuzikanten zoals Wouter Vlaeminck (Tomàn) en Bram Moony Vermeersch (Moony). De productie is in handen van Erik Van Biesen (Gorki). Het album krijgt lovende recensies in de muziekpers (Rif Raf, Cutting Edge...). Er volgen verschillende optredens, onder andere in de Diksmuidse 4AD en de Gentse Minardschouwburg. Het nummer Smoking in the sun wordt zelfs een bescheiden culthit. In datzelfde jaar wint Dandy Davy de prijs voor Jong Muziek op Theater Aan Zee in Oostende. 
Het prijzengeld van Theater Aan Zee komt van pas voor de opname van een volgende plaat, Destination Bigger Tree, die in 2014 verschijnt. Opnieuw staat Erik Van Biesen in voor de productie. Ook dit album wordt goed ontvangen in de gespecialiseerde muziekpers zoals Humo en Rootstime. Werken mee aan het album: Luc De Vos aka Ludovicus Foxtrot (banjo), Tiny Legs Tim (mondharmonica), Little Trouble Kids en muzikanten van Raketkanon (Lode Vlaeminck), tomàn (Wouter Vlaeminck), Gorki (Luc Heyvaerts), Moony (Bram Moony), ...
Begin 2015 richt Dandy Davy samen met Dylan Segaert de Roeselaarse band The Depressive Mammoths op. Met het nummer Waiting for you bereiken ze in 2016 de halve finale van Humo's Rock Rally.
Naar aanleiding van de tiende verjaardag van A Winner's Day In Hell Today, het debuut van Dandy Davy uit 2010, en de vijfde verjaardag van opvolger Destination Bigger Tree (2014) verschijnen de twee albums respectievelijk voor het eerst én opnieuw op de digitale platformen via de goede zorgen van Fons Records.
Voor de gelegenheid zijn de twee albums geremasterd door de Franse Welshman  JP LeMix die destijds ook als engineer, mixer en co-producer betrokken was bij de opnames.
Online release datum 'A Winner's Day In Hell Today' & 'Destination Bigger Tree': 6 december 2019.

## Discografie
- A Winner's Day in Hell Today (2010)
- Destination Bigger Tree (2014)